# John Paxson
John MacBeth Paxson (Dayton, 29 settembre 1960) è un ex cestista, allenatore di pallacanestro e dirigente sportivo statunitense, professionista nella NBA.

## Carriera
Giocò undici stagioni, dal 1983 al 1994, dividendo la sua carriera tra San Antonio Spurs e Chicago Bulls, con i quali vinse tre anelli. Ritiratosi nel 1994, fu il vice di Phil Jackson nella stagione 1995-96, e in seguito divenne il general manager dei Bulls dal 2003 al 2009. È il figlio di Jim Paxson sr. e il fratello di Jim Paxson.
Fu uno dei protagonisti della vittoria delle NBA Finals del 1993 contro i Phoenix Suns di Charles Barkley. In gara 6 segnò, a 3,9 secondi dal termine, il decisivo canestro da tre punti che permise ai Bulls di ribaltare il risultato e vincere 99-98, terminando la serie sul 4-2 e conquistando di conseguenza anello e three-peat.

## Statistiche

### College
| Anno      | Squadra             | PG  | PT | MP   | TC%  | 3P% | TL%  | RP  | AP  | PRP | SP  | PP   |
| --------- | ------------------- | --- | -- | ---- | ---- | --- | ---- | --- | --- | --- | --- | ---- |
| 1979-1980 | Notre Dame F. Irish | 27  | 1  | 17,0 | 48,3 | -   | 74,5 | 1,3 | 2,3 | 0,9 | 0,0 | 4,6  |
| 1980-1981 | Notre Dame F. Irish | 29  | 29 | 36,6 | 51,8 | -   | 68,5 | 1,8 | 4,8 | 1,2 | 0,0 | 9,9  |
| 1981-1982 | Notre Dame F. Irish | 27  | 27 | 39,1 | 53,5 | -   | 77,4 | 2,0 | 3,7 | 1,4 | 0,1 | 16,4 |
| 1982-1983 | Notre Dame F. Irish | 29  | 29 | 37,3 | 53,3 | -   | 74,0 | 2,2 | 3,9 | 1,2 | 0,1 | 17,7 |
| Carriera  | Carriera            | 112 | 86 | 32,7 | 52,6 | -   | 73,6 | 1,8 | 3,7 | 1,2 | 0,1 | 12,2 |

### NBA

#### Regular Season
| Anno       | Squadra           | PG  | PT  | MP   | TC%  | 3P%  | TL%  | RP  | AP  | PRP | SP  | PP   |
| ---------- | ----------------- | --- | --- | ---- | ---- | ---- | ---- | --- | --- | --- | --- | ---- |
| 1983-1984  | San Antonio Spurs | 49  | 0   | 9,3  | 44,5 | 18,2 | 61,5 | 0,7 | 3,0 | 0,2 | 0,0 | 2,9  |
| 1984-1985  | San Antonio Spurs | 78  | 1   | 16,1 | 50,9 | 29,4 | 84,0 | 0,9 | 2,8 | 0,6 | 0,0 | 6,2  |
| 1985-1986  | Chicago Bulls     | 75  | 3   | 20,9 | 46,6 | 30,0 | 80,4 | 1,3 | 3,7 | 0,7 | 0,0 | 5,3  |
| 1986-1987  | Chicago Bulls     | 82  | 64  | 32,8 | 48,7 | 37,1 | 80,9 | 1,7 | 5,7 | 0,8 | 0,1 | 11,3 |
| 1987-1988  | Chicago Bulls     | 81  | 30  | 23,3 | 49,3 | 34,7 | 73,3 | 1,3 | 3,7 | 0,6 | 0,0 | 7,9  |
| 1988-1989  | Chicago Bulls     | 78  | 20  | 22,3 | 48,0 | 33,1 | 86,1 | 1,2 | 3,9 | 0,7 | 0,1 | 7,2  |
| 1989-1990  | Chicago Bulls     | 82  | 82  | 28,8 | 51,6 | 35,9 | 82,4 | 1,5 | 4,1 | 1,0 | 0,1 | 10,0 |
| 1990-1991† | Chicago Bulls     | 82  | 82  | 24,0 | 54,8 | 43,8 | 82,9 | 1,1 | 3,6 | 0,8 | 0,0 | 8,7  |
| 1991-1992† | Chicago Bulls     | 79  | 79  | 24,6 | 52,8 | 27,3 | 78,4 | 1,2 | 3,1 | 0,6 | 0,1 | 7,0  |
| 1992-1993† | Chicago Bulls     | 59  | 8   | 17,5 | 45,1 | 46,3 | 85,0 | 0,8 | 2,3 | 0,6 | 0,0 | 4,2  |
| 1993-1994  | Chicago Bulls     | 27  | 0   | 12,7 | 44,1 | 40,9 | 50,0 | 0,7 | 1,2 | 0,3 | 0,1 | 2,6  |
| Carriera   | Carriera          | 772 | 369 | 22,4 | 49,9 | 35,5 | 80,4 | 1,2 | 3,6 | 0,7 | 0,1 | 7,2  |

#### Playoffs
| Anno     | Squadra           | PG  | PT | MP   | TC%  | 3P%  | TL%  | RP  | AP  | PRP | SP  | PP   |
| -------- | ----------------- | --- | -- | ---- | ---- | ---- | ---- | --- | --- | --- | --- | ---- |
| 1985     | San Antonio Spurs | 5   | 0  | 22,8 | 50,0 | 22,2 | 77,8 | 1,0 | 4,2 | 1,0 | 0,0 | 10,2 |
| 1986     | Chicago Bulls     | 3   | 0  | 26,7 | 46,7 | -    | 76,5 | 0,0 | 1,7 | 1,0 | 0,0 | 9,0  |
| 1987     | Chicago Bulls     | 3   | 3  | 29,0 | 50,0 | 42,9 | 100  | 1,0 | 3,7 | 0,7 | 0,0 | 8,7  |
| 1988     | Chicago Bulls     | 10  | 0  | 16,5 | 37,7 | 16,7 | 100  | 0,4 | 3,0 | 0,1 | 0,1 | 4,6  |
| 1989     | Chicago Bulls     | 16  | 0  | 18,9 | 47,4 | 26,3 | 87,5 | 0,6 | 2,1 | 0,8 | 0,0 | 5,8  |
| 1990     | Chicago Bulls     | 15  | 15 | 26,3 | 42,5 | 44,4 | 100  | 1,5 | 3,6 | 0,6 | 0,0 | 6,1  |
| 1991†    | Chicago Bulls     | 17  | 17 | 28,6 | 53,0 | 14,3 | 100  | 1,4 | 3,1 | 0,6 | 0,0 | 8,2  |
| 1992†    | Chicago Bulls     | 22  | 22 | 27,2 | 52,5 | 44,4 | 84,2 | 1,0 | 2,8 | 0,6 | 0,0 | 7,9  |
| 1993†    | Chicago Bulls     | 19  | 0  | 17,4 | 58,3 | 62,5 | 72,7 | 1,0 | 1,7 | 0,3 | 0,1 | 4,9  |
| 1994     | Chicago Bulls     | 9   | 0  | 6,4  | 42,9 | 0,0  | -    | 0,1 | 0,6 | 0,2 | 0,0 | 0,7  |
| Carriera | Carriera          | 119 | 57 | 22,0 | 49,4 | 36,9 | 86,7 | 0,9 | 2,6 | 0,5 | 0,0 | 6,3  |

## Palmarès

### Giocatore
- Campionato NBA: 3

Chicago Bulls: 1991, 1992, 1993